# WEIZAC
WEIZAC (Weizmann Automatic Computer) — первый компьютер в Израиле, и один из первых электронных компьютеров с сохраняемой программой.
Компьютер был построен в Институте Вейцмана в 1954—1955 годах по примеру IAS-машины, разработанной Фон Нейманом. Компьютер проработал до 29 декабря 1963 года, пока не был заменён более совершенным Големом.
Как и прочие машины этого периода, этот компьютер был уникален и не был программно совместим с другими компьютерами, даже того же IAS-семейства.

## Начало
Инициатором проекта WEIZAC был профессором Хаим Л. Пекерис. Пекерис работал в Институте перспективных исследований, когда фон Нейман разрабатывал там компьютер. Хаим Вейцман, будущий первый президент Израиля, попросил Пекериса создать факультет прикладной математики в Институте Вейцмана (который тогда назывался институт Зива), и Пекерис захотел иметь аналогичный компьютер, размещенный там же. Компьютер нужен был Пекерису как средство для решения уравнения Лапласа для приливов океанов Земли, а также в интересах всего научного сообщества Израиля, в том числе Министерства обороны.
В июле 1947 года Консультативный комитет департамента прикладной математики обсудил план строительства компьютера. Среди членов Комитета были Альберт Эйнштейн, который не нашёл идею разумной, и Джон фон Нейман, который поддержал её. В одном разговоре фон Неймана спросили, «Что будет эта маленькая страна делать с электрическим компьютером?» Он ответил: «Не беспокойтесь об этой проблеме. Если никто не будет пользоваться компьютером, Пекерис будет использовать его всё время!».
В итоге было принято решение приступить к плану. Хаим Вейцман выделил для проекта 50.000 долларов — 20 % от общего бюджета Института Вейцмана.
В 1952 году Джеральд Эстрин, инженер-исследователь из проекта фон Неймана, был выбран, чтобы возглавить проект. Он приехал в Израиль вместе со своей женой, Тельмой, которая была инженером-электриком и также участвовала в проекте. Они привезли с собой схемы, но не привезли деталей. Эстрин позже прокомментировал: «Когда я смотрю назад, мне становится ясно, что если бы мы систематически изложили подробный план выполнения, мы бы, вероятно, прервали проект». После прибытия у Эстрина сложилось впечатление, что все израильские ученые, кроме Пекериса, думали, что смешно строить компьютер в Израиле.
Чтобы привлечь квалифицированный персонал для проекта, было размещено объявление в газете. Большинство заявителей не имели документов об образовании, потому что они были утрачены во время Холокоста или в иммиграции, но в тесном Израильском техническом сообществе каждый знал каждого. Проект WEIZAC также предоставил возможность для математиков и инженеров переехать в Израиль без ущерба для их профессиональной карьеры.

## Технические характеристики
WEIZAC был асинхронным компьютером, оперировавшим 40-разрядыми словами. Инструкция состояла из 20-бит: 8-битный код операции и 12-бит для адресации. Для ввода-вывода использовалась перфолента, а позже, в 1958 году, магнитная лента. Память была первоначально магнитным барабаном, содержала 1024 слов, а затем была заменена на более быстрые 4096 слов памяти. В 1961 году память была расширена двумя дополнительными модулями в 4096 слов.

## Использование
В конце 1955 года WEIZAC совершил первый расчет. Впоследствии он был использован для изучения таких проблем, как глобальные изменения приливов и отливов, землетрясения, атомная спектроскопия, рентгеновская кристаллография, случайное блуждание, численный анализ и многое другое. Компьютер обнаружил существование амфидромической точки в Южной Атлантике, на которой не меняется волна. Он также рассчитал отношения между ядрами гелия и двух электронов, и дал результаты, которые позднее были экспериментально подтверждены в Брукхейвенской национальной лаборатории.
WEIZAC был постоянно занят, и пользователи (особенно из других учреждений) проявляли все большую разочарованность невозможностью получить машинное время, и требовали, чтобы больше компьютеров стало доступно. Успех WEIZAC привёл к признанию необходимости компьютеров и цифровых технологий в Израиле, и, в конечном счете, заложил основу для компьютерной и технической отраслей израильской промышленности

## Признание
5 декабря 2006 года IEEE признал WEIZAC важной вехой в истории электротехники и вычислительной техники, и команда, которая его построила, была награждена медалью